# Борба код Мургаша
23. децембра 1905. чета Василија Трбића прешла је српско-турску границу са 25 четника. Чета је била предвиђена за западно Повардарје. Већ 24. децембра обрела се у српском селу Руднику (Велешка каза), одакле је намеравала да прегази Вардар. Међутим, набујалу реку ту није било могуће прећи. У наредних неколико дана, чета је безуспешно на разним местима покушала да савлада вардар. Затим се поново упутила у Рудник с намером да ту сачека повољније прилике за прелазак. Међутим, Рудничани су обавестили Трбића да га тражи турска потера и да због тога често навраћа у њихово село. Трбић је одлучио да напусти Велешку казу и пређе у Кумановску казу, у српско село Јачинце. О својој намери је преко курира обавестио Јачинчане. Ти су му у помоћ послали двојицу сељака, Божина и Богдана као путовође.

## Борба са комитама
На путу за Јачинце чета је морала да прође кроз атаре турског села Кутлибег и бугарашког села Мургаша. На уласку из мургашког атара, чета је упала у заседу, коју је поставио бугарски војвода Крста Коњушки. Његова чета је имала 70 људи, од којих само неколико комита, док су остало били мештани околних бугарашких села. У обостраној ноћној пуцњави погинули су путовође Божин, Богдан и четник Танасије Стевановић из Гњилана. Танасије је био у патроли и са путовођама је упао у бугарашку заседу, и док су путовође убијене плотуном Танасије је био рањен и касније дотучен ножевима. Рањен у обе ноге је био и четник Славко Стојковић изз Зебиџе. Њему је касније десна нога ампутирана. Такође, лакше је рањен и Михајло Дунда из Ниша. Према Трбићу, погинула су још два неименована сељака из Јачинаца. Борба је трајала око пола часа и завршила повлачењем бугарске чете.
После краћег задржавања у Јачинцима и Стрезовцу, српска чета је морала да се због турских потера врати у Србију. Ово је била последња борба српских четника у 1905. години и вођена је 29. децембра.